# Margaret Douglas of Galloway
Margaret Douglas, genannt the Fair Maid of Galloway (* um 1435; † 1488 ?) war eine schottische Adlige, Mitglied der Familie Douglas und Lady of Galloway.

## Leben
Margaret war eine Tochter des Archibald Douglas, 5. Earl of Douglas und dessen Frau Euphemia, Tochter des Patrick Graham, Earl of Strathearn. Nach der Hinrichtung ihrer Brüder erhielt sie die Herrschaft Galloway, nachdem die riesigen Ländereien und die Grafschaft Douglas an ihren Großonkel James the Gross, Earl of Avondale gefallen waren.
Margaret lebte in der Zeit des schottischen Bürgerkriegs, in dem König Jakob II. von Schottland die Vormachtstellung der Familie Douglas zu zerschlagen suchte und dabei mit der Hinrichtung von Margarets Brüdern William und David begann.

## Nachkommen
In erster Ehe heiratete die Lady William Douglas, 8. Earl of Douglas, den Sohn ihres Großonkels, dann 1449/50 dessen Bruder James Douglas, 9. Earl of Douglas. Diese Ehe wurde 1455 geschieden, nachdem James aus Schottland vertrieben und alles seine Güter und Titel eingezogen wurden. 1459/60 vermählte sie sich zum dritten Mal mit John Stewart, 1. Earl of Atholl, mit dem sie vier Töchter hatte:
- Catherine ⚭ John Forbes, 6. Lord Forbes
- Joan († 1510) ⚭ Alexander Gordon, 3. Earl of Huntly
- Margaret ⚭ William Murray of Tullibardine
- Elizabeth († ca. 1510) ⚭ Alexander Gray, 2. Lord Gray